# Journal de Téhéran
Ne doit pas être confondu avec La Revue de Téhéran.
Le Journal de Téhéran était un quotidien publié en Iran entre 1935 et 1979. Ce fut le premier journal iranien à ne pas être publié en persan.

## Histoire
Il commença par paraître trois fois par semaine (de mai 1935 à octobre 1935. Quand il fut quotidien, il ne paraissait pas le samedi,.
Il comptait habituellement 8 pages, mais il monta jusqu'à 24 pour la visite de de Gaulle en 1963
Il était publié par la fondation Ettela'at, qui publiait d'autres journaux en langues étrangères. La fondation Ettela'at accueillait aussi la rédaction, qui dut faire face à un incendie en 1946
En 1939, il y avait aussi un autre quotidien francophone, Le Messager de Téhéran
En 1963 et 1970, il remporta des coupes Émile de Girardin décernées par l'Office du vocabulaire français(qui remplaça l'Office de la langue française et fut remplacé par le Conseil supérieur de la langue française) et qui récompensaient « lutte opiniâtre contre les négligences de style, les fautes contre la syntaxe, les impropriétés de termes ou encore l'abus des néologismes. »
Son ancien rédacteur en chef, Simon Farzami, fut exécuté à la prison d'Evin en 1980 pour « une " bavure " de traduction, jugée délibérément malveillante. » et des accusations d'espionnage.
Il cessa de paraître le 21 mars 1979

## Contributeurs
- Raymond Aron[13]
- Henry de Montherlant : Ce que je dois aux maîtres de l'Iran[14]
- Ervand Kogbetliantz[15]
- Simon Farzami
- Shahin Sarkissian : critiques dramatiques

## liens externes
- WorldCat